# Lara Siscar
Purificación Lara Siscar Peiró (Gandía, Valencia, España, 7 de mayo de 1977) es una periodista española y presentadora de televisión. 

## Biografía
Es licenciada en Comunicación Audiovisual por la Universidad Ramon Llull, Fundación Blanquerna de Barcelona. Cuenta también con un posgrado en Crítica de Cine, otro en Dirección de Marketing y un máster en producción y edición de contenidos audiovisuales por la Universidad de Valencia.
Empezó trabajando como ayudante de producción, redactora y reportera para diferentes productoras. También trabajo en Canal Nou y posteriormente en Nova, uno de los canales de Atresmedia. 
En 2007 pasa a trabajar en TVE, primero como presentadora de informativos en el Canal 24 horas (2007-2009) y después presentando el espacio de actualidad social Gente (2009-2010). En 2010 regresó al Canal 24 horas, presentando los informativos de fin de semana hasta agosto de 2012. Entre septiembre de 2012 y agosto de 2014 presentó La tarde en 24 horas con Diego Losada. Entre 2013 y 2015 y en 2021 realizó suplencias en el Telediario 1.ª edición –Navidad de 2013/14, Semana Santa de 2014, verano de 2014, verano de 2015 y en 2021 en días sueltos– y en verano de 2013 y otoño de 2014 en el Telediario 2.ª edición.
Entre septiembre de 2014 a octubre de 2014 y de septiembre de 2015 a agosto de 2016 presentó La mañana en 24 horas junto con Ángeles Bravo.
Entre el 25 de octubre de 2014 y el 14 de junio de 2015 sustituyó en la copresentación del Telediario Fin de semana a Raquel Martínez. Presentó primero con Oriol Nolis –hasta el 16 de noviembre de 2014– y después con Pedro Carreño –desde el 22 de noviembre del mismo año–.
Siscar sufrió acoso en las redes sociales durante más de dos años por dos personas que finalmente fueron detenidas el 30 de abril de 2015 y puestas a disposición de la autoridad competente.
El 23 de mayo de 2015 fue la portavoz de RTVE para informar sobre el resultado de las votaciones del jurado español en el Festival de la Canción de Eurovisión 2015 celebrado en Viena. 
En octubre de 2015 presentó su primera novela La vigilante del Louvre.
De septiembre de 2016 a julio de 2017 fue copresentadora junto a Víctor Arribas de La noche en 24 horas, realizando también suplencias en el mismo.
Entre septiembre de 2017 y enero de 2018 presentó los informativos matinales de fin de semana del Canal 24 horas con Mercedes Martel.
En mayo de 2018 publica su segunda novela Flores negras, un alegato contra la violencia hacia las mujeres.
Entre enero y julio de 2018 presentó Asuntos públicos, un programa de análisis de las noticias del día y entrevistas en el Canal 24 horas. 
Entre septiembre y diciembre de 2018 pasó a ser enviada especial en el Congreso de los Diputados del programa Los desayunos de TVE y realiza suplencias tanto en Los desayunos como en Más desayunos.
Entre enero y septiembre de 2019 es redactora del Área de Nacional de los Servicios Informativos de TVE.
Desde septiembre de 2019 hasta junio de 2020 presenta junto a Lluís Guilera las dos ediciones del Telediario fin de semana. Tras la marcha de Lluís Guilera, presenta en solitario hasta agosto de 2021.
Desde septiembre de 2021 hasta marzo de 2022 presenta junto a Diego Losada y desde marzo de 2022 junto a Igor Gómez.
A finales del verano de 2022, presentó Informe semanal durante las vacaciones de Marisa Rodríguez Palop, compaginando esta labor con el Telediario. A partir de marzo de 2024, se convierte en la presentadora titular del espacio.

## Obras
- 15 de octubre de 2015: La vigilante del Louvre. Editorial Plaza y Janés. ISBN 978-84-01-01691-2. OCLC 925524472[5].[8]
- 24 de mayo de 2018: Flores negras. Editorial Plaza y Janés. ISBN 978-84-01-01964-7. OCLC 1038240438.[9]